# Wapen van Groote Veenpolder in Weststellingwerf

Het wapen van de Groote Veenpolder in Weststellingwerf

Het wapen van Groote Veenpolder in Weststellingwerf werd op 9 mei 1935 bij koninklijk besluit verleend aan de Groote Veenpolder in Weststellingwerf. In 1969 ging de veenpolder met dertien andere veenpolders en waterschappen op in het waterschap De Stellingwerven. Hiermee verviel het wapen.

## Beschrijving
De blazoenering luidt als volgt:
In goud een gaande griffioen van keel, de staart tusschen de achterpoten doorgeslagen; en een schildvoet geschakeerd van liggende blokjes van zilver en sabel in vier rijen, iedere rij van zeven blokjes. Het schild gedekt met een gouden kroon van drie bladeren en twee paarlen.
De heraldische kleuren zijn: goud (geel), keel (rood), sabel (zwart) en zilver. Het schild wordt gedekt door een gravenkroon.

## Symboliek
De griffioen komt uit het wapen van Weststellingwerf, en verwijst naar een van de oude zegels die zijn gemaakt toen de Stellingwerven zich in de 14e eeuw van Drenthe afscheidde. Op het zegel stond een onduidelijk dier. Rond 1504 werd Stellingwerven ingelijfd bij Friesland en werd dit gebied onder verdeeld in Stellingwerf-Oosteinde en Stellingwerf-Westeinde. Stellingwerf-Oosteinde kreeg het wapen van Stellingwerf en Stellingwerf-Westeinde kreeg een vergelijkbaar wapen.
De schildvoet verwijst naar de veenpolders. Het gebied werd in de 19e eeuw ingepolderd op het veen en de meertjes en riviertjes.

## Verwante en vergelijkbare wapens

Het wapen van weststellingwerf
Het wapen van Ooststellingwerf
Het wapen van het waterschap Echten
Het wapen van het waterschap De Delfstrahuizen